# Daniel I. (Prag)
Daniel I. († 9. August 1167 in Italien) war Bischof von Prag und Berater des Königs Vladislav II. und des römisch-deutschen  Kaisers Friedrich Barbarossa.
Daniel ist erstmals zu Beginn der 1140er Jahre während der Herrschaft des Přemysliden Vladislav II. nachgewiesen. 1145 wurde er Propst in Sankt Veit. 1148 erfolgte seine Wahl zum Bischof von Prag.
In seiner Position als Bischof war er auch als Berater für den böhmischen König Vladislav II. und für Kaiser Friedrich Barbarossa tätig. Dabei erwies er sich als gewandter Diplomat. Die häufige Abwesenheit führte jedoch zu Unmut und Unordnung in der böhmischen Kirche. In den 1150er Jahren setzte er deshalb radikale Kirchenreformen um und teilte das Bistum in Dekanate ein.
1157 wurde er vom König beauftragt, die Hochzeit dessen Sohnes Bedřich mit Elisabeth (Alžběta), der Tochter des ungarischen Königs Géza II. vorzubereiten. 1158 nahm er an der Krönung Vladislavs zum böhmischen König teil. 1159 bis 1160 war er an der Lösung des Konflikts zwischen Papst Alexander III. und dem von Kaiser Friedrich unterstützten Gegenpapst Viktor IV. beteiligt und wurde anschließend zum Apostellegaten ernannt. Bei der Schlacht um Mailand 1162 wurde Kaiser Barbarossa auf ihn aufmerksam und forderte ihn auf, im Kampf gegen die Päpste Hilfe zu leisten. Daniel setzte sich dabei für die von der kaiserlichen Seite unterstützten Gegenpäpste Viktor IV. und Paschalis III. ein, während der Klerus auf Seiten von Papst Alexander III. blieb.
Bei einem Kriegszug in Italien starb Daniel 1167 an einer Seuche.